# Atractodes labefactor
Atractodes labefactor là một loài tò vò trong họ Ichneumonidae.